# Armudpadar
Armudpadar è un comune dell'Azerbaigian situato nel distretto di Xaçmaz. Conta una popolazione di 1 838 abitanti.